# Chris Lewis (tennis)
Christopher John Lewis, né le 9 mars 1957 à Auckland, est un joueur de tennis néo-zélandais.
Lewis a remporté trois titres en simple et huit titres en double. Il s'est surtout distingué en se hissant en finale du simple messieurs du tournoi de Wimbledon 1983.
Il ne franchit que deux fois le cap des seizièmes de finale d'un tournoi du Grand Chelem (de manière anecdotique lors de l'Open d'Australie 1981, en se faisant éliminer en huitièmes de finale et à Londres en 1983). En dominant Kevin Curren, en cinq sets, après 3 h 45 d'effort, il devient le premier néo-zélandais à disputer une finale à Wimbledon depuis Tony Wilding en 1914. 91e au classement mondial, il est le premier joueur non-tête de série à disputer la finale en seize ans. Mais en 1 h 25, il est battu par John McEnroe 6-2, 6-2, 6-2. L'Américain perd seulement neuf points sur son service de tout le match. Néanmoins Lewis empoche 55 000 dollars soit 20 000 de plus que sur l'ensemble de son début de saison.

## Parcours dans les tournois duGrand Chelem

### En simple
| Année | Open d'Australie | Open d'Australie | Internationaux de France | Internationaux de France | Wimbledon       | Wimbledon    | US Open         | US Open      | Open d'Australie | Open d'Australie |
| ----- | ---------------- | ---------------- | ------------------------ | ------------------------ | --------------- | ------------ | --------------- | ------------ | ---------------- | ---------------- |
| 1976  | 2e tour (1/16)   | R. Moore         | —                        | —                        | 2e tour (1/32)  | O. Parun     | —               | —            | n.o.             | n.o.             |
| 1977  | 1er tour (1/32)  | R. Case          | 3e tour (1/16)           | W. Fibak                 | 1er tour (1/64) | M. Riessen   | —               | —            | 1/8 de finale    | B. Giltinan      |
| 1978  | n.o.             | n.o.             | 2e tour (1/32)           | B. Taróczy               | 1er tour (1/64) | T. Gorman    | 1er tour (1/64) | R. Lutz      | —                | —                |
| 1979  | n.o.             | n.o.             | 2e tour (1/32)           | A. Ashe                  | —               | —            | 1er tour (1/64) | B. Walts     | —                | —                |
| 1980  | n.o.             | n.o.             | 2e tour (1/32)           | H. Solomon               | 2e tour (1/32)  | B. Gottfried | —               | —            | 1er tour (1/32)  | P. McNamee       |
| 1981  | n.o.             | n.o.             | 2e tour (1/32)           | E. Dibbs                 | 2e tour (1/32)  | J. Connors   | 2e tour (1/32)  | A. Gómez     | 1/8 de finale    | J. Kriek         |
| 1982  | n.o.             | n.o.             | 2e tour (1/32)           | G. Urpi                  | 3e tour (1/16)  | S. Denton    | 3e tour (1/16)  | E. Teltscher | 3e tour (1/16)   | M. Brunnberg     |
| 1983  | n.o.             | n.o.             | 1er tour (1/64)          | J. Velasco               | Finale          | J. McEnroe   | 2e tour (1/32)  | B. Scanlon   | 3e tour (1/16)   | J. Fitzgerald    |
| 1984  | n.o.             | n.o.             | 1er tour (1/64)          | B. Taróczy               | 2e tour (1/32)  | R. Krishnan  | 1er tour (1/64) | T. Mayotte   | 2e tour (1/32)   | S. Davis         |
| 1985  | n.o.             | n.o.             | 2e tour (1/32)           | J. Aguilera              | 2e tour (1/32)  | C. Steyn     | —               | —            | 2e tour (1/32)   | Ti. Gullikson    |

N.B. : à droite du résultat se trouve le nom de l'ultime adversaire.

### En double
| Année | Open d'Australie                                                               | Open d'Australie                                                           | Internationaux de France                                                            | Internationaux de France                                                         | Wimbledon                                                                          | Wimbledon                                                                        | US Open                                                                           | US Open                                                                        | Open d'Australie | Open d'Australie |
| ----- | ------------------------------------------------------------------------------ | -------------------------------------------------------------------------- | ----------------------------------------------------------------------------------- | -------------------------------------------------------------------------------- | ---------------------------------------------------------------------------------- | -------------------------------------------------------------------------------- | --------------------------------------------------------------------------------- | ------------------------------------------------------------------------------ | ---------------- | ---------------- |
| 1976  | 1er tour (1/16) R. Simpson \|\| style="text-align:left;" \| E. Ewert J. James  | —                                                                          | —                                                                                   | —                                                                                | —                                                                                  | —                                                                                | —                                                                                 | n.o.                                                                           | n.o.             |                  |
| 1977  | 1/8 de finale R. Simpson \|\| style="text-align:left;" \| S. Stewart B. Hewitt | 1/8 de finale R. Simpson \|\| style="text-align:left;" \| S. Smith R. Lutz | 1er tour (1/32) R. Simpson \|\| style="text-align:left;" \| P. Campbell J. Holladay | —                                                                                | —                                                                                  | 1er tour (1/16) Carmichael \|\| style="text-align:left;" \| C. Dibley C. Kachel  |                                                                                   |                                                                                |                  |                  |
| 1978  | n.o.                                                                           | n.o.                                                                       | 1/8 de finale J. Borowiak \|\| style="text-align:left;" \| B. Gottfried R. Ramírez  | 1er tour (1/32) J. Borowiak \|\| style="text-align:left;" \| Alexander P. Dent   | 1er tour (1/32) J. Borowiak \|\| style="text-align:left;" \| F. McMillan B. Hewitt | —                                                                                | —                                                                                 |                                                                                |                  |                  |
| 1979  | n.o.                                                                           | n.o.                                                                       | —                                                                                   | —                                                                                | —                                                                                  | —                                                                                | 1er tour (1/32) B. Nichols \|\| style="text-align:left;" \| W. Fibak T. Okker     | 1/8 de finale Docherty \|\| style="text-align:left;" \| S. Stewart H. Pfister  |                  |                  |
| 1980  | n.o.                                                                           | n.o.                                                                       | 2e tour (1/16) D. Carter \|\| style="text-align:left;" \| Gottfried R. Ramírez      | —                                                                                | —                                                                                  | —                                                                                | —                                                                                 | 1/4 de finale R. Frawley \|\| style="text-align:left;" \| Edmondson K. Warwick |                  |                  |
| 1981  | n.o.                                                                           | n.o.                                                                       | —                                                                                   | —                                                                                | 1/4 de finale R. Frawley \|\| style="text-align:left;" \| R. Lutz S. Smith         | 2e tour (1/16) B. Drewett \|\| style="text-align:left;" \| L. Bourne M. Mitchell | 1/8 de finale C. Letcher \|\| style="text-align:left;" \| Edmondson K. Warwick    |                                                                                |                  |                  |
| 1982  | n.o.                                                                           | n.o.                                                                       | 1/4 de finale D. Carter \|\| style="text-align:left;" \| J. Feaver C. Motta         | 2e tour (1/16) R. Frawley \|\| style="text-align:left;" \| P. Fleming J. McEnroe | 1er tour (1/32) McNamee \|\| style="text-align:left;" \| T. Delatte M. Purcell     | 1/8 de finale R. Frawley \|\| style="text-align:left;" \| Alexander Fitzgerald   |                                                                                   |                                                                                |                  |                  |
| 1983  | n.o.                                                                           | n.o.                                                                       | 1/8 de finale McNamee \|\| style="text-align:left;" \| Gottfried Günthardt          | 2e tour (1/16) R. Simpson \|\| style="text-align:left;" \| S. Mayer F. Taygan    | —                                                                                  | —                                                                                | —                                                                                 | —                                                                              |                  |                  |
| 1984  | n.o.                                                                           | n.o.                                                                       | 2e tour (1/16) W. Masur \|\| style="text-align:left;" \| P. Složil T. Šmíd          | 1/8 de finale Wilkison \|\| style="text-align:left;" \| Gullikson                | 1er tour (1/32) R. Simpson \|\| style="text-align:left;" \| A. Kohlberg R. Meyer   | —                                                                                | —                                                                                 |                                                                                |                  |                  |
| 1985  | n.o.                                                                           | n.o.                                                                       | 1er tour (1/32) Gerulaitis \|\| style="text-align:left;" \| Gunnarsson Mortensen    | 2e tour (1/16) B. Drewett \|\| style="text-align:left;" \| V. Amritraj J. Lloyd  | —                                                                                  | —                                                                                | 1er tour (1/32) J. Frawley \|\| style="text-align:left;" \| K. Evernden Testerman |                                                                                |                  |                  |

N.B. : le nom du ou de la partenaire se trouve sous le résultat ; les noms des ultimes adversaires se trouvent à droite.